# 46208 Gicquel
46208 Gicquel è un asteroide della fascia principale. Scoperto nel 2001, presenta un'orbita caratterizzata da un semiasse maggiore pari a 3,1741028 au e da un'eccentricità di 0,1612589, inclinata di 0,57340° rispetto all'eclittica.